# Ditassa linearis
Ditassa linearis är en oleanderväxtart som beskrevs av Carl Friedrich Philipp von Martius. Ditassa linearis ingår i släktet Ditassa och familjen oleanderväxter. Inga underarter finns listade i Catalogue of Life.